# Liste der Monuments historiques in Janvilliers
Die Liste der Monuments historiques in Janvilliers führt die Monuments historiques in der französischen Gemeinde Janvilliers auf.

## Liste der Objekte
| Bezeichnung                             | Beschreibung                                                           | Standort                      | Kennzeichnung | Schutzstatus | Datum | Bild |
| --------------------------------------- | ---------------------------------------------------------------------- | ----------------------------- | ------------- | ------------ | ----- | ---- |
| Taufbecken                              | Holz, 19. Jahrhundert                                                  | in der Kirche St-Léger (Lage) | PM51002869    | Inscrit      | 1978  |      |
| Marienaltar                             | Seitenaltar; Altartisch und Retabel; Holz, Anfang des 19. Jahrhunderts | in der Kirche St-Léger (Lage) | PM51002863    | Inscrit      | 1978  |      |
| Gemälde Martyrium des heiligen Leodegar | Ölfarbe auf Leinwand, 18. Jahrhundert                                  | in der Kirche St-Léger (Lage) | PM51002865    | Inscrit      | 1978  |      |
| Hauptaltar                              | Altartisch und Tabernakel; Holz, 18. Jahrhundert                       | in der Kirche St-Léger (Lage) | PM51002864    | Inscrit      | 1978  |      |
| Pietà                                   | Holz, 16. Jahrhundert                                                  | in der Kirche St-Léger (Lage) | PM51003302    | Inscrit      | 1991  |      |
| Skulptur Madonna mit Kind               | Stein, 16. Jahrhundert                                                 | in der Kirche St-Léger (Lage) | PM51002862    | Inscrit      | 1978  |      |
| Kommuniontisch (1)                      | Holz, 17. Jahrhundert                                                  | in der Kirche St-Léger (Lage) | PM51002866    | Inscrit      | 1978  |      |
| Skulptur Heiliger Antonius              | Holz, 17. Jahrhundert                                                  | in der Kirche St-Léger (Lage) | PM51002867    | Inscrit      | 1978  |      |
| Kommuniontisch (2)                      | Schmiedeeisen, 18. Jahrhundert                                         | in der Kirche St-Léger (Lage) | PM51002868    | Inscrit      | 1978  |      |